# 로마의 히폴리투스

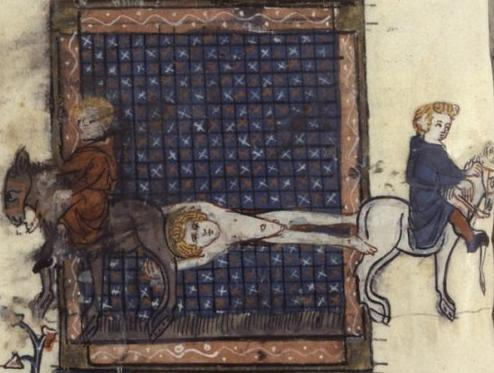
히폴리투스(14세기 그림)

히폴리투스(Hippolytus, 170년대 ~ 235년 8월 13일)는 가장 중요한 2세기 기독교 신학자 중 한 사람으로, 그의 증명력, 정체성, 어록은 학자들과 역사학자들에게는 아직 밝혀지지 않고 있다. 제안된 공동체로는 팔레스타인, 이집트, 아나톨리아, 로마와 중동지역이 있다. 카이사리아와 제롬의 에우세비우스 등 고대교회에서 문학의 최고 역사가들은 성서 해설가 히폴리투스와 신학자가 지도부에서 근무했던 곳을 명명할 수 없다고 공개적으로 고백한다. 그들은 그의 작품을 읽었지만 그의 공동체에 대한 증거를 가지고 있지 않았다. 콘스탄티노폴리스의 포토오스 1세는 그의 비블리오테카(cod. 121)에서 폴리카르포스의 제자라고 일컬어지는 이레네우스의 제자로 그를 묘사하고 있으며, 이 구절의 맥락에서 볼 때 히폴리토스가 그렇게 서술한 것을 제안했다고 추측된다. 이 주장은 의심스럽다. 한 오래된 이론은 그가 당대의 교황들과 갈등을 겪게 되었고, 로마 주교의 경쟁자로서 분열적인 그룹을 이끌었고, 따라서 안티포페가 되었다고 주장한다. 이 견해에서 그는 많은 수의 새로운 이교도 개종자들을 수용하기 위해 참회 체제를 부드럽게 한 로마 교황들에 반대했다. 그러나 순교자로 죽기 전에 교회와 화해했다.